# 四川旋木雀
四川旋木雀（学名：Certhia tianquanensis）一种分布于中国西部山区的雀形目鸟类，隶属于旋木雀科旋木雀属。

## 发现命名
四川旋木雀是由四川农业大学的鸟类学家李桂垣在1991-1992年期间在四川省天全县喇叭河自然保护区采集的标本中发现的新物种，最初认定为是旋木雀（Certhia familiaris）的一个亚种，命名为旋木雀天全亚种（C.f.tianquanensis）。后经过对其鸣声进行音频分析和DNA鉴定后，将天全亚种提升为独立种。四川旋木雀是由中国鸟类学家发现并独立命名的第二个鸟种。此前由中国学者发现、描述并命名的鸟类新种，要追溯到1932年由中山大学任国荣教授所发表的金额雀鹛（Alcippe chrysotis）。

## 形态特征
四川旋木雀与旋木雀西南亚种（C.f.khamensis）相似，上体呈浓栗褐色，杂以浓棕色纵纹。颏和喉部呈丝白色，胸部、腹部和上胁呈灰棕色。

## 分布
四川旋木雀是中国特有种，主要分布于四川和陕西南部的山区。